# Lago Trúc Bạch
El Lago Trúc Bạch (vietnamita: Hồ Trúc Bạch, Hán Tự: 湖竹白, que significa "Lago del Bambú Blanco") es uno de los muchos lagos de agua dulce de la ciudad de Hanói, la capital de Vietnam. Está ubicado cerca del Casco Viejo y es conocido fuera de Vietnam como el lugar donde la senador estadounidense John McCain se estrelló cuando era piloto de la marina durante la guerra de Vietnam.

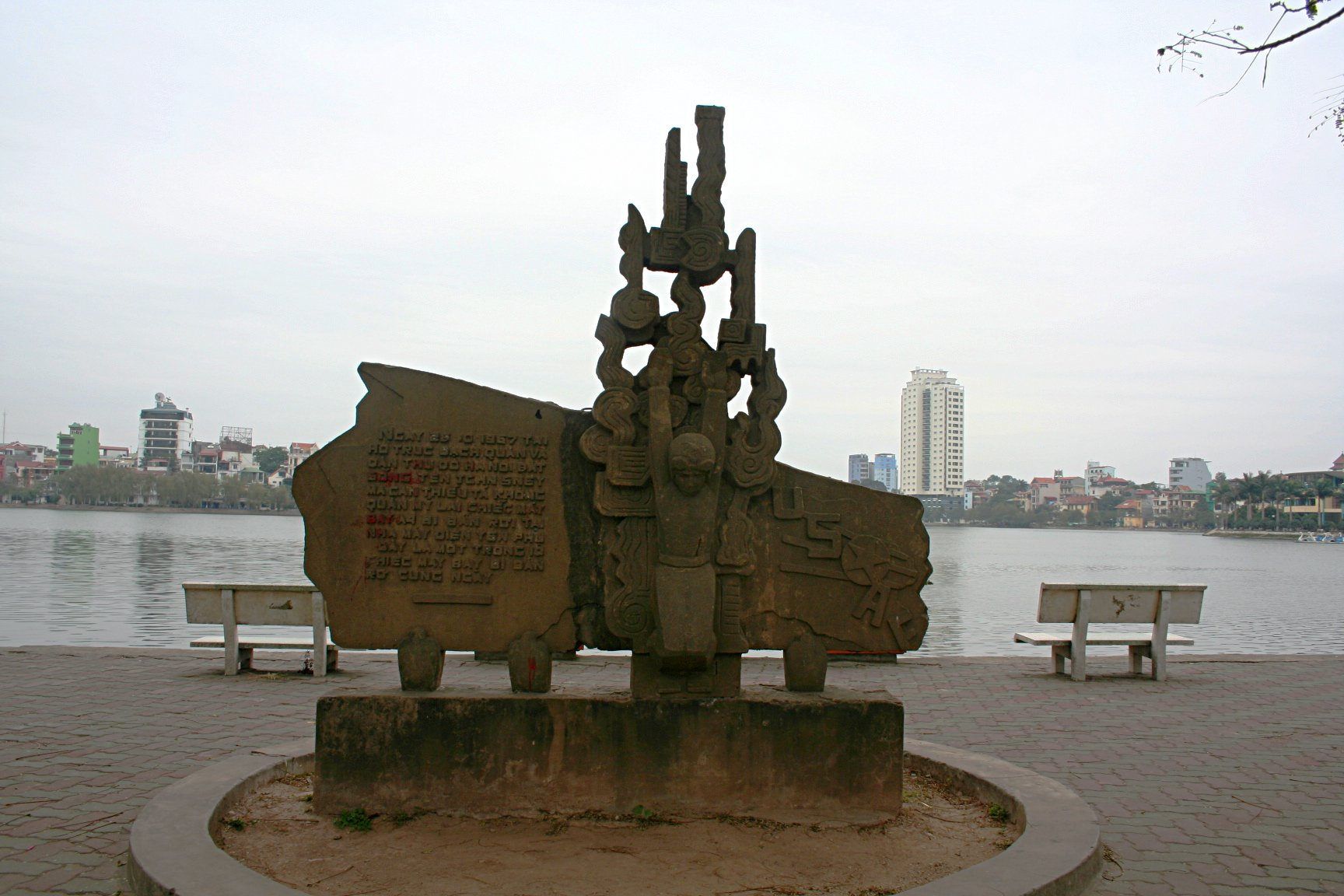
Monumento a John McCain.

El lago está situado cerca del centro histórico de Hanói, al oeste del río Rojo, al noroeste del Casco Viejo e inmediatamente adyacente a la costa oriental del lago Oeste (Hồ Tây). Tanto el Lago Oeste como el Lago Truc Bach, fueron una vez una rama del Río Rojo. Los dos lagos fueron separados por la construcción de un dique (Cổ Ngư) en el siglo XVII. En los años 1957 y 1958, Thanh Niên Road fue construida para separar a los dos lagos. Durante el reinado del señor de la dinastía Trinh, Trinh Giang, un palacio fue construido en la orilla del lago. El edificio, primero sirvió como palacio, pero más tarde fue convertido en una prisión de concubinas reales culpables de delitos. La seda que producían se hizo famosa por su belleza. 
El lago solo está abierto a lo largo de Thanh Nien Road, los otros lados están ocupados por casas y calles residenciales. El lago es uno de los más gravemente contaminados en Hanói. Lugares históricos cercanos son: el Templo Quán Thánh al suroeste del lago, la pagoda Châu Long hacia el este, el templo An Tri (dedicado a un héroe de la guerra contra la dinastía china Yuan) en la calle Pho Đức Chinh, y el templo Cẩu Nhi templo sobre una pequeña colina cerca de la esquina norte del lago.
El 26 de octubre de 1967, durante la guerra de Vietnam, John S. McCain III, entonces un piloto de la armada de EE. UU., fue derribado por uno de misiles antiaéreos y aterrizó en el lago Truc Bach. Un monumento se ha erigido cerca de la orilla occidental del lago en la carretera Than Niên Road conmemorando el evento.